# الساندرو استوربا
الساندرو استوربا (انگلیسی: Alessandro Sturba؛ زادهٔ ۲۳ فوریهٔ ۱۹۷۲) بازیکن فوتبال اهل ایتالیا است.
از باشگاه‌هایی که در آن بازی کرده است می‌توان به باشگاه فوتبال هلاس ورونا، باشگاه فوتبال سالرنیتانا، باشگاه فوتبال آ.اس. رم، باشگاه فوتبال ونتزیا، باشگاه فوتبال چیتادلا، باشگاه فوتبال کاتانیا، باشگاه فوتبال روبور سیه‌نا، و باشگاه فوتبال لیورنو اشاره کرد.